# Joachim Oporin

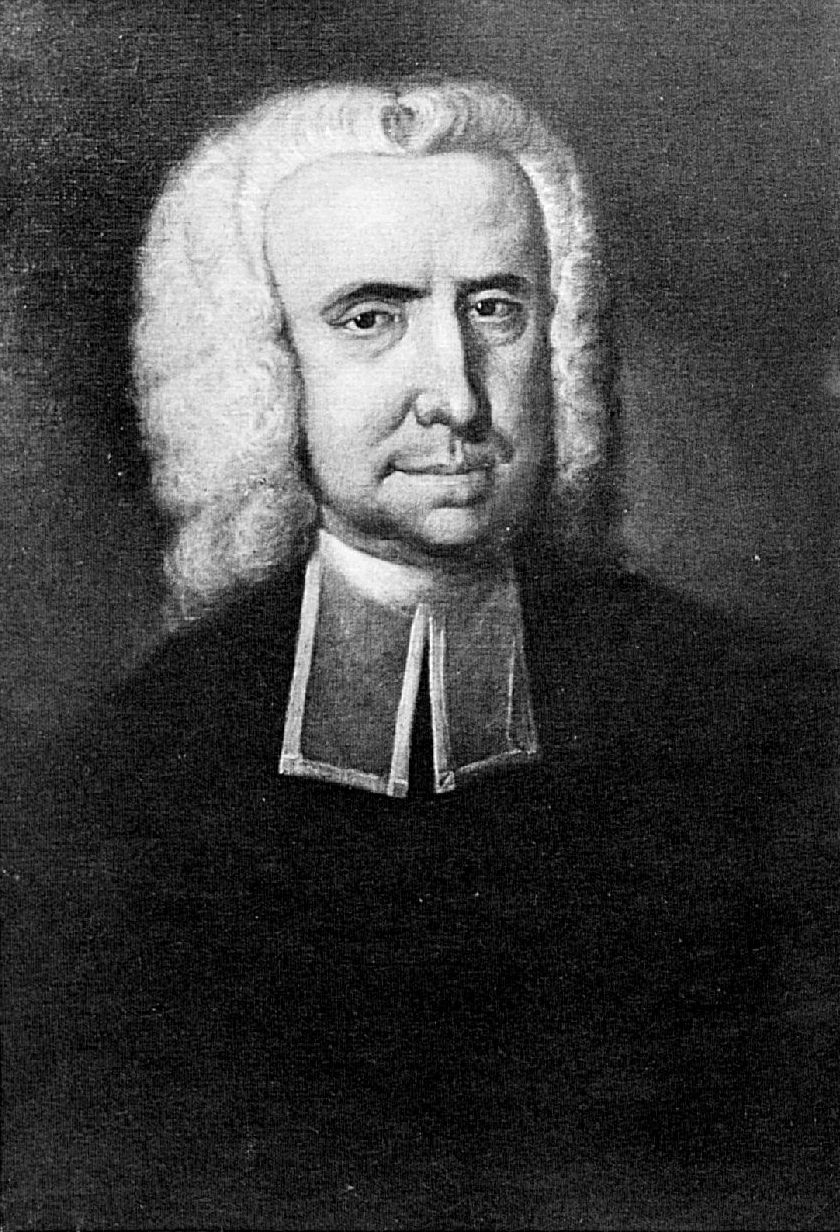
Joachim Oporin

Joachim Oporin (auch: Oporinus; * 12. September 1695 in Neumünster; † 5. September 1753 in Göttingen) war ein deutscher evangelischer Theologe.

## Leben
Der Sohn des Predigers Konrad Oporin († 1713) erhielt seine erste Ausbildung auf der Stadtschule seiner Heimatstadt. Bald ging er nach Hamburg, wo er Unterricht bei Privatlehrern hatte. 1711 bezog er die Universität Kiel und absolvierte dort ein philosophisches Studium. Seine Lehrer waren Matthias Nicolaus Kortholt (1674–1725), Andreas Ludwig Königsmann (1679–1728) und Friedrich Gentzke (1678–1757). Nebenher frequentierte er die theologischen Vorlesungen bei Heinrich Muhle (1666–1733) und Albert zum Felde (1675–1720), wobei er sich besonders für die exegetischen Vorlesungen interessierte.
Nachdem er 1716 mit de subjectis et praetensionibus regni divini disputiert hatte, wechselte er als Student der Theologie am 26. April 1716 an die Universität Wittenberg. Hier verfolgte Oprin die Vorlesungen von Gottlieb Wernsdorf der Ältere, Martin Chladni und Georg Friedrich Schröer. Zudem bereicherten Ausflüge zu Vorlesungen an die Universität Halle, an die Universität Leipzig und an die Universität Jena sein Wissen. Eine Studienreise nach England wurde durch eine Krankheit verhindert. Am 17. Oktober 1718 erwarb er in Wittenberg den akademischen Grad eines Magisters der Philosophie.
Zurückgekehrt nach Kiel erwarb er mit der Disputation de perennitate animi humani das Recht, an Hochschulen lehren zu können. 1733 berief ihn Karl Friedrich von Holstein zum außerordentlichen Professor der Theologie der Kieler Universität. Damit verbunden wurde er Beisitzer des Kieler Oberkonsistoriums. Im Mai 1735 ging er als ordentlicher Professor der Theologie an die Universität Göttingen und promovierte noch im selben Jahre zum Doktor der Theologie.
Oporin verstarb unverheiratet in jenem Amt.

## Wirken
Oporin entfaltete auf der Kanzel und bei seinen Vorlesungen zur Holometrik, Dogmatik sowie Moral eine orthodoxe Lehre. In enger Bindung an die Bibel unterstrich er dabei die pietistische Forderung nach der Erweckung einer persönlichen Praxis pietatis und räumte, in Aufnahme entsprechender Anregungen der früh aufklärerischen Philosophie, auch der Vernunft einen gewissen Stellenwert für die Darlegung der christlichen Glaubenswahrheiten ein.
So erläuterte er anfänglich die im Neuen Testament ausgeführten Ansprüche des alten Testaments und forderte seine Zuhörer zu eigenen Arbeiten auf.

## Werke
- Historiae criticae de perennitate animi humani Dissertatio prior. Kiel 1719
- Der Gebrauch der fürchterlichen Vorsehung des Todes. Kiel 1725
- Historiae crisicae prodromus, primis lineis exhibens recensionem caussarum, fundamentorum et rationum historico-philosophicam doctrirtae de natura et vita animorum perenni, i. e. de amimi humani essentiali a corpore disserentia et immortalitnte, ita quidem factam, ut quid supersiciarii aut veri penes doctrinae huius vindices, quid falsi penes eiusdem hostes deprehendatur, appareat facilius. Hamburg 1730
- Ernsthafte, doch zum Vergnügen abzielende Gedanken vom Paradies der Ehe, darinn bestehend, dass der Mann des Weibes Haupt ist; bey der Hochzeitfeyer D. Georg Gottlob Richter’s entworfen. Schleswig 1731
- Die Pflicht, unsere Vernunft bey denen oft verborgenen Wegen Gottes gefangen zu nehmen; bey dem Hintritt der Fr. Magdal. v. Qualen in einer Trostschrift angepriesen. Kiel
- Geschmack der Wahrheit und Tugend, wie solcher zu verbessern stehet, durch vernünftige Vorbereitung munterer Gemüther zur Grundlegung göttlicher Lehre und desto unanstössigern und erbaulicbern Lesung der Bibel. Hamburg 1730
- Invitatio ad publicas demonstrationum homileticarum praelectionea; cui praemittitur Dissertatio de demonstratione spiritus ac virtutis tanquam vero aedisicationem homileticam coguoscendi principio. Kiel 1733
- Historia critica doctrinae de immortalitate mortalium, primum eruens ex universalibus caussis et fundamentis communem vitae post mortem, superstitis persuasionem, dainde deducens ex rationibus historicis et philosopbicis consensum et dissensum de animo hominum perenni, hoc descripta consilio, ut quid tumultuarii aut veri penes huius doctrinae vindices, quid falsi penes eiusdem hostes deprehendatur, facilius appareat. Cum indioe locupletissimo. Hamburg 1735
- Der im alten und neuen Testamente unterschiedene, auch ungleich eingesehene Dienst der guten Engel, nebst der augenscheinlichen Rache des Messiäh an dem Teufel, d. i. die erläuterte Lehre der Hebräer und Christen von guten und bösen Engeln. Hamburg 1735
- Progr. de perpetua lege cathedrae theologorum academicae ex mente et exemplo Pauli. 1 Cor. II, 4. 5. Goettingen 1735
- Prog. Apologia pro effectis Spiritus S. adverfus errantium vanas aut profanaa cogitationes. Göttingen 1735
- Prog. Certitudo perennis hominum vitae, morte, corporis non obstante, per experimentum resurrectionis domini nostri Jesu Christi invicte confirmata. Göttingen 1736
- Die alte und einzige Richtschnur, überzeugend und erwecklich zu predigen, erkläret, vertheidiget und gepriesen. Göttingen 1736, 1737, 1750
- Die alte und einzige Richtschnur, überzeugend und erwecklich zu predigen, erleutert durch zwey kurze Abhandlungen, erstlich von den Gerechtsamen und Gebrauch der Vernunft auf der Kanzel; zweytens von der Möglichkeit und Zulänglichkeit des allemahl Textmässigen Predigens über die ordentlichen Evangelien und Episteln; daneben auch durch drey. Predigten, als Proben dieser .Richtschnur, hell gemacht. Aus reiner Liebe der Wahrheit, und zur freyen, doch christlichen Prüfung anderer, ausgefertiget. Göttingen 1737, 1750
- Diss. inaug. Vindiciae Pauli regeniti ex intimo dolore ob labem congenitam Rom. VII, 14. cum affectu loquentis. Göttingen 1737
- Erste Ascetische. Rede, auf der theologischen Catheder zu Göttingen, nach der Einweihung der Georgias Augustae, aus 4 Mos. XXIV, 17. Göttingen 1737
- Progr. Gloria obscurioris quodammodo nuncii de nato filio Dei per angelum pastoribus Bethlehemiticis adlati, Luc. II, 9–11 clarissimis argumentis demonstrata. Göttingen 1737
- Commentatio theologica de ufu doctae simplicitatis contra Scepticos, in qua primum efficacia illius in demonstranda et vindicanda religionis Christianae divina origine explicatur; deinde imitatio huius doctae simplicitatis contra nostrae etiam aetatis Scepticos tanquam sufficiens et necessaria commendatur; deuique, praestantia eiusdem prae nova V. Cl. Jac. Carpovii subtilitate contra Scepticos illustratur. Göttingen 1739
- Allocutio ad auditores suos, qua discrimen inter Theologiam moralem atque asceticam uberius explanatur. Göttingen 1739
- Progr. de Messia, cum infans esset, periculo mortis per feminam subtracto, deinceps autem adulto post mortem expergefacto Jer. XXXI, 22–26. Göttingen 1739
- Commentatio theologica de firmitate ac inspiratione divina demonstrationis Novi ex Vetere Testamento Evangelicae. Göttingen 1740
- Progr. de fervore precum propter Spiritum S. Luc. XI, 1–13. Göttingen 1740
- Apologia pro usu doctae simplicitatis contra Scepticos, adversus Jac. Carpovii Spec. I. II subtilitatis simplicitate non expugnatae, qua loculentius nunc id, quod nimium est in concordia rationis ac fidei inque demonstratione verae divinae revelationis ex criteriis rationis. Leipzig 1741
- Theologisches Bedenken über den Grundriss einer Lehrart, ordentlich und erbaulich zu predigen, nach dem Inhalt Königl. Preuss. Cabinets Ordre vom 7tenMärz 1789 (von Johann Gustav Reinbeck) entworfen und gedruckt zu Berlin 1740. 8; nach der Wahrheit, Bescheidenheit und Liebe abgefasst. Hannover 1741
- Diss. Joannis Apostoli paraenesis ad primos Christianos de constanter tenenda communione cum patre ac filio eius Jesu Christo, i. e. Joannis Epistola I nodis interpretum liberata et luci vere innatae suae restituta. Goettingen 1741
- Progr. de Elogio Apostolíco mylrerii pietatis, Deus manifestatus in carne 1 Tim. III, 15. 16. Goettingen 1741
- Progr. Vindiciae novae commentationis de usu doctae simplícitatis contra Scepticos; Viro cuidam docto in Supplem. ad Nova Acta Lips. T. IV. Sect. II. S. 59–72 oppositae. Göttingen 1742
- Diss. Clavis Evangelii Joannis historico – ecclesistica, quae dextre applicata patefacit, totum Evangelium Johanne um nihil aliud esse, quam demonstrationem Anticeriuthianam de Jesu …, mundi servatore. Göttingen 1743
- Diss. primae lincae systematis propbetici de servatore generis humani, ex intimis solius V. T. visceribus nova industria eruti. Accedit alienatio vindiciarum naturae et usus vaticinationum V. T. Messianarum, quales systema illud suppeditat. Göttingen 1744
- Die Kette theils der in den Büchern A. T. befindlichen buchstäblichen Vorherverkündigungen von dem Heylande des menschlichen Geschlechtes unter einander; theils des in den Opfern getristeten Fürbildes von ihm mit der ersten Vorberverkündigung; aus den alleinigen Büchern A. T. angewiesen. Göttingen 1745
- Progr. de adventu Christi, salva Dei bonitate, diutiua post primam eius promissionem protracto. Göttingen 1745
- Diss. simplicitas divina sententiae Paulinae, Ephes. VI, 12 de hostibus Evangelii non imbecillia tantum pseudo-doctoribus, sed malignis etiam spjritibus, explanata et vindicata. Göttingen 1746
- Das ganze Schicksal des aus Babel vormals zum Theil ausgebenden, zum Theil aber daselbst zurück bleibenden Jüdischen Volks bis auf die Ankunft ihres Messias, und die Gründung seines geistlichen Reichs unter allen Völkern, von der göttlichen Allwissenheit durch den Propheten Zacharias vorgebildet und vorher verkündiget; d. i. der Prophet Zacharias aufs neue übersetzt, umschrieben, zergliedert und mit Anmerkungen begleitet. Göttingen 1747
- Progr. Principatus, quem Christus ante et post nativitatam suam gessit, Esaiae IX, 5, 6. Göttingen 1747
- Die Geschichte des auf göttliches Ansehen jederzeit gegründeten Glaubens an den Weltheiland erläutert. Hannover 1749
- Progr. de ecclesia N. T. plantata non historiam tantum Spiritus S. sed ipsum etiam Spiritum S. habente, Sam. Chandlero et Ge. Bensonio, Anglis eruditissimis, opposita. Göttingen 1749
- Diss. Oracula Esaiae cap. 40–55 plus quam Esaiana et divina. Göttingen 1750
- Progr. de crimine rationis revelationi hodie obstrepentis plus quam Judaico. Göttingen 1750
- Fortgesetzte Nachricht von dem Göttingischen Waisenhause, dessen Wohlthäter in einer kleinen Vorrede als wahre Menschenfreunde gepriesen werden. Göttingen 1750
- Die Religion und Hoffnung im Tode; in ihrem Zusammenhange bewiesen. Göttingen 1751
- Progr. de vita perenni Jesu a morte reducis. Göttingen 1751
- Diss. Isagoges in …. Apoc. cap. X–XXII. descriptum diss. prima, Scepticismo interpretum exegetico oppouens clavem quandam authentico-analyticam. Göttingen 1752
- Die zum zweytenmal ausgearbeitete Kette der messianischen Weissagungen, fürbildlichen Opfer und Reinigungen Alten Testamentes. Göttingen 1752
- Progr. de praestantia testimonii divini, speciatim Spiritus S. de Jesu filio Dei atque redemtore mundi prae humano testimonio, quam Apostolus Johannes I Ep. V, 6–10 inculcat. Göttingen 1752
- Jesus in der Kirche bis ans Ende der Welt, überzeugend gezeiget, aus dem Büchlein der Offenbahrung vom 10ten bis zum 22ten Capitel, und dessen bisherigen augenscheinlichen Erfüllung. Hannover 1753
- Epistola Platonis de vinculo Dei cum materia intercedente placita inquirens; in novis litterariis. Leipzig 1719
- Diss. de gloria obscurioris de Messia testimonii prophetici. In: den Göttinger Nebenstunden B. 1 (1736)
- Meditationum exegeticarum Triga, I. Jerem. XXX et XXX, 8. II. ad Jerem. XXXI, 15. III ad Jerem. XXXI, 22–26. In: Miscellan. Groning. Band 2, S. 519 ff.